# 深川麻衣
深川 麻衣（ふかがわ まい、1991年〈平成3年〉3月29日 - ）は、日本のタレント、女優、ファッションモデルであり、女性アイドルグループ乃木坂46の元メンバーである。静岡県磐田市出身。テンカラット所属。

## 来歴

### デビュー前
小学生時代、モーニング娘。が好きで駄菓子のシール集めをしていたが、ミニモニ。に入りたいと思うことはあっても、将来の夢はイラストレーター、和菓子職人だった。
しかし、中学生時代、美術部に所属し、ファッション雑誌を読み始めたのを契機に芸能関係の仕事に興味を持ち始め、母校で行われた『WATER BOYS2』の撮影を見てこうやってドラマが出来上がっていくんだ！と感動したと振り返っている。その後、芸術科の高等学校へ進学し、油絵や日本画を学びながらデザインを専攻。高校1年生の時、芸能界へ憧れ、歌やダンスが好きだったことから静岡県浜松市のダンススクール『ヒーローズアカデミー』に入学する。
高等学校を卒業後、芸能界を目指して上京する前に手に職をつけた方がよいと考え、愛知県名古屋市にある二年制の服飾専門学校へ進学。2010年（平成22年）8月、ローリーズファームが主催する『kawaii EXPO 2010』のモデルオーディションでグランプリを受賞し、専属モデルとなる。

### 乃木坂46時代
専門学校を卒業後、後悔するよりも挑戦した方が納得できると考え、両親に相談した結果、母親から「期限を決めて頑張りなさい」、「1年やってみてダメだったら帰ってきなさい。ただし、お金は自分で貯めなさい。引き際も自分で決めておきなさい」と言われ、自分で生活費を稼ぐ条件のもと芸能界を目指すことが認められた。2年間暮らしていた愛知県名古屋市から、東京都へ移り住み、上京後はアルバイトをこなしながら、女優やモデルのオーディションを受験した。
2011年（平成23年）8月21日、乃木坂46の1期生オーディションに合格、オーディションではaikoの「KissHug」を歌った。合格後、乃木坂46のレッスンは土日のみでアルバイトも禁止されていたことから金銭的余裕がなかった。同年11月14日、乃木坂46公式ブログを開始。
2012年（平成24年）2月22日、乃木坂46の1stシングル「ぐるぐるカーテン」のカップリング曲「左胸の勇気」「失いたくないから」でCDデビュー。デビューシングルでは選抜メンバーに選ばれなかったことから、乃木坂46の2ndシングル「おいでシャンプー」のカップリング曲「狼に口笛を」で気持ちを切り替えて挑み、乃木坂46の3rdシングル「走れ!Bicycle」で初の選抜メンバーに選出される。同年7月2日、JAきたそらちの「深川米」と同音という縁から企画された『ふかがわまいプロジェクト』により、深川市で乃木坂46の3rdシングル「走れ!Bicycle」のプロモーションビデオが撮影された。プロモーションビデオは、乃木坂46の3rdシングル「走れ!Bicycle」の特典映像の個人PVに「JAきたそらち×深川麻衣：深川市」というクレジット付で収録。この『ふかがわまいプロジェクト』は、同JAの職員が深川米について調べる目的で「ふかがわまい」とインターネット検索して深川麻衣を知り、それを同JAの米穀部長が依頼したことで実現した。
2014年（平成26年）5月12日、乃木坂46の9thシングル「夏のFree&Easy」で初の福神を務めることが発表された。同年6月、『16人のプリンシパル trois』で主要十役を制覇。同年10月13日、『ACミラン・チャンネル ミラノミラン』（TwellV）でナレーターとして初の単独レギュラー出演を開始。サッカーが盛んな静岡県磐田市出身であることが起用の理由となった。
2015年（平成27年）8月31日、乃木坂46の13thシングル「今、話したい誰かがいる」で初のフロントポジションを務めることが発表された。同年12月31日、『第66回NHK紅白歌合戦』に出場し、乃木坂46の「君の名は希望」を歌った。
2016年（平成28年）1月5日、雑誌『ダ・ヴィンチ』のウェブサイトで公開された高山一実の短編小説『キャリーオーバー』の挿絵を担当。同年1月7日、乃木坂46の14thシングル「ハルジオンが咲く頃」をもってグループを卒業することを発表した。卒業は2015年2月22日の『乃木坂46 3rd YEAR BIRTHDAY LIVE』から考え始め、乃木坂46の13thシングル「今、話したい誰かがいる」の制作終了後、スタッフに意思を伝え、決定した。『第66回NHK紅白歌合戦』に出場できたから辞めたのではない。乃木坂46は恵まれた環境で不満もなく、深川にとって学生生活と同じ第二の青春だったが、これから過ぎ去っていく時間をどのように使うべきかを考えた際、乃木坂46以外の活動へ費やすべきだという見解にいたった。同年2月1日、乃木坂46の14thシングル「ハルジオンが咲く頃」で初のセンターを務めることが発表された。同年3月23日、乃木坂46の14thシングル「ハルジオンが咲く頃」の収録曲「強がる蕾」で初のソロ曲を務める。同年6月4日、乃木坂46として最後の握手会を終え、同握手会で桜井玲香から卒業証書が授与された。同年6月9日、初のソロ写真集『ずっと、そばにいたい』（幻冬舎）を発売。写真集は週間推定売上2万8948部を記録し、2016年6月20日付のオリコン週間ランキングのBOOK部門で2位、写真集部門で1位を獲得した。同年6月16日、静岡県のエコパアリーナで開催されたコンサートをもって乃木坂46を卒業した。同年7月1日、前月17日の更新が最後となり、乃木坂46公式ブログが閉鎖された。同年7月27日、特典映像「ハルジオンが咲いた夜 〜深川麻衣卒業コンサートバックステージ〜」を収録した乃木坂46の15thシングル「裸足でSummer」が発売された。

### 女優時代
2016年9月、芸能事務所テンカラットへ移籍し、女優として活動開始。同年11月21日、『ビッグコミックスピリッツ』（小学館）で女優として初の表紙・巻頭グラビアを務める。
2017年（平成29年）、『スキップ』で舞台初主演。
2018年（平成30年）、『パンとバスと2度目のハツコイ』で映画初出演にして初主演。同作での演技が評価され、第10回TAMA映画賞の最優秀新進女優賞を受賞。2018年度後期の『まんぷく』でNHK連続テレビ小説初出演。
2019年（平成31年）、『日本ボロ宿紀行』（テレビ東京）で地上波連続ドラマ初主演。
2021年（令和3年）1月29日公開の映画『おもいで写眞』で主演。同年の『青天を衝け』でNHK大河ドラマ初出演（和宮役）。
2022年（令和4年）4月6日からの連続ドラマ『特捜9』に出演（高尾由真役）。
2023年（令和5年）7月11日、出身地である磐田市の「静岡いわたPR大使」に就任。

## 人物
愛称は、まいまい、聖母。「まいまい」の愛称は、乃木坂46のオーディション時に仲良くなった白石麻衣が「譲ってくれて」つけた。「聖母」の愛称は、川後陽菜がつけた。「麻衣」という名前は両親が考え、祖父が漢字を決めた。キャッチコピーは「まいまい毎日マイペース」。兄が一人いる。
将来の目標は時代劇、ファッション、動物関係の仕事に挑戦すること。やりたいドラマは和菓子屋、和菓子職人、バレーボールなどのドラマ。靴のサイズは24cmから24.5cm。

### 嗜好
好きな食べ物はオムライス。オムライスはチキンライスとケチャップの組み合わせが一番好き。深川麻衣が考案したオムライス戦士の堤多麻子（つつみ たまこ）はオムライスをこよなく愛するヒーローで、『NOGIBINGO!4』のBD・DVDの賞品としてフィギュア化されている。好きな飲み物はお茶、果汁100%のジュース、チャイラテ・ココア。
好きな言葉はウィリアム・シェイクスピアの「世の中には幸も不幸もない。ただ考え方でどうにでもなる」。好きな映画は『耳をすませば』『バーレスク』『アヒルと鴨のコインロッカー』『トイ・ストーリー』、『レ・ミゼラブル』。『レ・ミゼラブル』で好きな人物はジャン・バルジャン、コゼット、ファンティーヌ、エポニーヌ、ガブローシュ。好きな海外ドラマは『glee/グリー』。好きな音楽はMr.Children、秦基博、miwa、スキマスイッチ、チャットモンチー、back number、aiko、ナオト・インティライミ、LOVE PSYCHEDELICO、ウルフルズ、Aimer、GO!GO!7188。好きな絵画はクロード・モネ、サルバドール・ダリ。
好きな本は『夜は短し歩けよ乙女』。好きな漫画は『3月のライオン』『ONE PIECE』『坂本ですが?』。『ONE PIECE』で好きなキャラクターは麦わら海賊団、シャンクス、ビビ、ハンコック、レイリー。少女漫画は、乃木坂46メンバー内で少女漫画ブームが起こっていた時にみんなで貸し借りして読んだが、普段はあまり読まない。ちゃんと読んだことのある少女漫画は『ラブ★コン』『ハチミツとクローバー』『桜蘭高校ホスト部』。好きな漫画家は羽海野チカ。
匂いフェチで、とくにお花系、柑橘系、新しく買った本、フローラル系、ラベンダー、柔軟剤、せっけんのような匂いを好む。お気に入りのファッションアイテムはメガネ、スニーカー。
苦手なものは絶叫系アトラクション、飛行機の離陸。ただし、着陸は平気。死の直前であればスカイダイビングできる自信はある。

### 趣味
趣味は健康、食べること。
健康オタクで、青汁牛乳、杜仲茶、静岡県の日本茶を飲む。

### 特技
特技は10秒で似顔絵を描くこと、手を床につけたまま1回転できること、『マリオカート』のヨッシーのものまね。
ものまねは『サザエさん』の中島弘、『キテレツ大百科』の「はじめてのチュウ」の歌、星野みなみ・松村沙友理・大和里菜の自己紹介、橋本奈々未の仕草のものまねもできる。
その他、習い事として新体操、水泳、絵画教室の経験がある。得意科目は国語、美術、音楽、社会、家庭、体育。保有資格は語彙・読解力検定準2級、色彩能力検定、ファッションビジネス能力検定。2017年に普通自動車運転免許を取得した。

### 乃木坂46
乃木坂46の検定八福神、乃木團のギター、an・an美脚選抜、メガネ選抜。卒業時、乃木坂46の最年長メンバーだった。
握手会では乃木坂46でトップ5に入るほどの人気（2016年1月当時）。ブランコと呼ばれる握手スタイルを持ち、握手会には中学生から50代までの層が訪れる。握手会でファンから愛称の「聖母」をネタに「アーメンって言ってください」と求められることがある。755のアカウントは開設していない。
乃木坂46で好きな曲は「13日の金曜日」、注目しているメンバーは伊藤かりん。

## 作品

### シングル
乃木坂46
- 左胸の勇気（2012年2月22日、SRCL-7900/6） - EAN 4988009051550。
- 乃木坂の詩（2012年2月22日、SRCL-7900/1） - EAN 4988009051550。
- 失いたくないから（2012年2月22日、SRCL-7904/5） - EAN 4988009051581。
- 心の薬（2012年5月2日、SRCL-7966/72） - EAN 4988009052243。
- 狼に口笛を（2012年5月2日、SRCL-7970/1） - EAN 4988009052267。
- 走れ!Bicycle（2012年8月22日、SRCL-8058/64） - EAN 4988009052861。
- せっかちなかたつむり（2012年8月22日、SRCL-8058/64） - EAN 4988009052861。
- 人はなぜ走るのか?（2012年8月22日、SRCL-8060/1） - EAN 4988009052892。
- 音が出ないギター（2012年8月22日、SRCL-8062/3） - EAN 4988009052908。
- 制服のマネキン（2012年12月19日、SRCL-8201/8） - EAN 4988009056432。
- 指望遠鏡（2012年12月19日、SRCL-8201/8） - EAN 4988009056432。
- やさしさなら間に合ってる（2012年12月19日、SRCL-8201/2） - EAN 4988009056432。
- 指望遠鏡〜アニメ版〜（2012年12月19日、SRCL-8208） - EAN 4988009056487。
- 君の名は希望（2013年3月13日、SRCL-8253/9） - EAN 4988009080833。
- シャキイズム（2013年3月13日、SRCL-8253/9） - EAN 4988009080833。
- ロマンティックいか焼き（2013年3月13日、SRCL-8253/4） - EAN 4988009080833。
- でこぴん（2013年3月13日、SRCL-8257/8） - EAN 4988009080857。
- ガールズルール（2013年7月3日、SRCL-8315/21） - EAN 4988009084725。
- 世界で一番 孤独なLover（2013年7月3日、SRCL-8315/21） - EAN 4988009084725。
- 人間という楽器（2013年7月3日、SRCL-8321） - EAN 4988009084756。
- バレッタ（2013年11月27日、SRCL-8423/30） - EAN 4988009087887。
- 月の大きさ（2013年11月27日、SRCL-8423/30） - EAN 4988009087887。
- そんなバカな・・・（2013年11月27日、SRCL-8425/6） - EAN 4988009087894。
- 月の大きさ〜アニメ版〜（2013年11月27日、SRCL-8430） - EAN 4988009087924。
- 気づいたら片想い（2014年4月2日、SRCL-8520/6） - EAN 4988009092270。
- ロマンスのスタート（2014年4月2日、SRCL-8520/6） - EAN 4988009092270。
- 吐息のメソッド（2014年4月2日、SRCL-8520/1） - EAN 4988009092270。
- ダンケシェーン（2014年4月2日、SRCL-8526） - EAN 4988009092317。
- 夏のFree&Easy（2014年7月9日、SRCL-8563/9） - EAN 4988009094212。
- 何もできずにそばにいる（2014年7月9日、SRCL-8563/9） - EAN 4988009094212。
- その先の出口（2014年7月9日、SRCL-8563/4） - EAN 4988009094212。
- 何度目の青空か?（2014年10月8日、SRCL-8621/7） - EAN 4988009097251。
- 転がった鐘を鳴らせ!（2014年10月8日、SRCL-8621/2） - EAN 4988009097251。
- Tender days（2014年10月8日、SRCL-8627） - EAN 4988009097299。
- 命は美しい（2015年3月18日、SRCL-8780/6） - EAN 4988009104461。
- 立ち直り中（2015年3月18日、SRCL-8780/1） - EAN 4988009104461。
- 太陽ノック（2015年7月22日、SRCL-8840/6） - EAN 4988009110714。
- 魚たちのLOVE SONG（2015年7月22日、SRCL-8840/1） - EAN 4988009110714。
- 羽根の記憶（2015年7月22日、SRC7-6/7） - EAN 4988009110837。
- 今、話したい誰かがいる（2015年10月28日、SRCL-8910/6） - EAN 4988009116747。
- ポピパッパパー（2015年10月28日、SRCL-8910/1） - EAN 4988009116747。
- 悲しみの忘れ方（2015年10月28日、SRCL-8914/5） - EAN 4988009116761。
- ハルジオンが咲く頃（2016年3月23日、SRCL-9025/33） - EAN 4988009124896。
- 強がる蕾（2016年3月23日、SRCL-9025/6） - EAN 4988009124896。深川唯一のソロ曲。

まゆ坂46
- ツインテールはもうしない（2012年7月25日、SRCL-8030/1） - EAN 4988009052632。

乃木坂AKB
- 混ざり合うもの（2016年3月9日、KIZM-90421/2） - EAN 4988003484705。

### アルバム
乃木坂46
- 透明な色（2015年1月7日、SRCL-8662/7） - EAN 4988009099934。
- それぞれの椅子（2016年5月25日、SRCL-9078/86） - EAN 4988009128580。
- 僕だけの君〜Under Super Best〜（2018年1月10日、SRCL-9630/7） - EAN 4547366336214。
- Time flies（2021年12月15日、SRCL-12020/30） - EAN 4547366534184。

### 映像作品
- 深川麻衣×中村太洸（2012年2月22日） - EAN 4988009051567。
- 深川麻衣×入江和宏（2012年5月2日） - EAN 4988009052267。
- さばドル（2012年7月25日） - EAN 4534530055859。
- 深川麻衣×JAきたそらち（2012年8月22日） - EAN 4988009052892。
- 深川麻衣（2012年12月19日） - EAN 4988009056432。
- 指原莉乃プロデュース『第一回ゆび祭り〜アイドル臨時総会〜』（2012年12月26日） - EAN 4988064916603。
- 深川麻衣×岡川太郎（2013年3月13日） - EAN 4988009080840。
- 16人のプリンシパル@PARCO劇場ダイジェスト（2013年7月3日） - EAN 4988009084725。
- 初夏の全力!乃木坂46大運動会（2013年7月3日） - EAN 4988009084732。
- Making of 6th Single（2013年7月3日） - EAN 4988009084749。
- 深川麻衣×丸林良彰（2013年11月27日） - EAN 4988009087894。
- 乃木坂46 1ST YEAR BIRTHDAY LIVE 2013.2.22 MAKUHARI MESSE（2014年2月5日） - EAN 4988009090900。
- NOGIBINGO!（2014年3月7日） - EAN 4988021109758。
- Creator's Etude 上田誠編（2014年4月2日） - EAN 4988009092270。
- 49（2014年5月14日） - EAN 4988021109710。
- 深川麻衣×山田篤宏（2014年7月9日） - EAN 4988009094212。
- NOGIBINGO!2（2014年9月12日） - EAN 4988021299015。
- 深川麻衣（2014年10月8日） - EAN 4988009097275。
- 新内眞衣&深川麻衣（2015年3月18日） - EAN 4988009104515。
- 第4回 AKB48紅白対抗歌合戦（2015年4月24日） - EAN 4580303213643。
- NOGIBINGO!3（2015年4月24日） - EAN 4988021729635。
- 福岡恋愛白書10 十回目の鈴が鳴るとき（2015年5月29日） - EAN 4562297550331。
- 乃木坂46 2ND YEAR BIRTHDAY LIVE 2014.2.22 YOKOHAMA ARENA（2015年6月17日） - EAN 4988009110134。
- 深川麻衣&若月佑美（2015年7月22日） - EAN 4988009110790。
- NOGIBINGO!4（2015年10月16日） - EAN 4988021729734。
- 深川麻衣（2015年10月28日） - EAN 4988009116761。
- 悲しみの忘れ方 Documentary of 乃木坂46（2015年11月18日） - EAN 4988104099327。
- 花燃ゆ 完全版 第弐集（2015年12月16日） - EAN 4988013413283。
- 初森ベマーズ（2016年1月20日） - EAN 4988104099433。
- NOGIBINGO!5（2016年2月19日） - EAN 4988021729871。
- 深川麻衣 ドキュメンタリー 〜永遠はないから〜（2016年3月23日） - EAN 4988009124896。
- 深川麻衣（2016年3月23日） - EAN 4988009125503。
- 乃木坂46 3rd YEAR BIRTHDAY LIVE 2015.2.22 SEIBU DOME（2016年7月6日） - EAN 4988009129518。
- ハルジオンが咲いた夜 〜深川麻衣卒業コンサートバックステージ〜（2016年7月27日） - EAN 4988009130460。
- NOGIBINGO!6（2016年9月30日） - EAN 4988021714662。
- 深川麻衣の『推しどこ?』（2016年12月21日） - EAN 4547366271447。
- パンとバスと2度目のハツコイ（2018年11月21日） - EAN 4517331046103。
- 連続テレビ小説 まんぷく 完全版 DVD BOX2（2019年4月26日） - EAN 4988066228353。
- 連続テレビ小説 まんぷく 完全版 DVD BOX3（2019年6月21日） - EAN 4988066228360。
- 日本ボロ宿紀行（2019年6月26日） - EAN 4517331050322。
- 愛がなんだ（2019年10月25日） - EAN 4934569649713。
- 空母いぶき（2019年12月5日） - EAN 4934569649744。
- まだ結婚できない男（2020年3月18日） - EAN 4988013927926。
- 水曜日が消えた（2020年12月24日） - EAN 4907953284319。
- アノニマス〜警視庁“指殺人”対策室〜（2021年8月4日） - EAN 4988021157575。
- RISKY（2021年8月4日） - EAN 4907953288683。
- おもいで写眞（2021年8月25日） - EAN 4550450004791。
- 大河ドラマ 青天を衝け 完全版 第壱集（2021年9月24日） - EAN 4988066236495, EAN 4988066236525。
- 大河ドラマ 青天を衝け 完全版 第弐集（2021年12月17日） - EAN 4988066236501, EAN 4988066236532。
- 婚姻届に判を捺しただけですが（2022年4月15日） - EAN 4571519904913, EAN 4571519904920。
- ダメな男じゃダメですか?（2022年7月13日） - EAN 4571519907341, EAN 4571519907358。
- 封刃師 Blu-ray Box（2022年8月3日） - EAN 4571519908720。
- 「彼女たちの犯罪」 DVD-BOX（2024年3月22日） - EAN 4988021157803。

## 出演

### テレビドラマ
- 49（2013年10月6日 - 12月29日、日本テレビ）桑畑園子 役[109]
- 福岡恋愛白書10 十回目の鈴が鳴るとき（2015年3月27日、九州朝日放送）木崎若菜 役[110]
- 初森ベマーズ（2015年7月11日 - 9月26日、テレビ東京）カアチャン 役[111]
- 大河ドラマ（NHK）
  - 花燃ゆ 第29回（2015年7月19日）奥女中 役[112]
  - 青天を衝け（2021年4月11日 - ）和宮 役[52][113]
- プリンセスメゾン（2016年10月25日 - 12月13日、NHK BSプレミアム）沼越えつ子 役[114]
- 世にも奇妙な物語'17秋の特別編「ポニーテール」（2017年10月14日、フジテレビ）主演・マイ 役[115]
- 連続テレビ小説 まんぷく（2019年1月7日 - 3月30日、NHK総合）香田（岡）吉乃 役[49]
- 日本ボロ宿紀行（2019年1月26日 - 4月13日、テレビ東京）主演・篠宮春子 役[50]
- まだ結婚できない男（2019年10月8日 - 12月10日、関西テレビ）戸波早紀 役[116]
- アノニマス〜警視庁“指殺人”対策室〜 第2話（2021年2月1日、テレビ東京）芹沢亜里沙 役[117]
- RISKY（2021年3月26日 - 5月7日、毎日放送）広瀬かなた 役[118]
- 大富豪同心2 第5話 - 最終話（2021年6月25日 - 7月23日、NHK BSプレミアム）真琴姫 役[119][120][121][122]
- 八月は夜のバッティングセンターで。 第4話（2021年7月29日、テレビ東京）高橋菜々子 役[123]
- 婚姻届に判を捺しただけですが（2021年10月19日 - 12月21日、TBSテレビ）麻宮祥子 役[124][125]
- 封刃師（2022年1月16日[注 12] - 3月13日、朝日放送テレビ）三條美緒 役[126][127]
- ダメな男じゃダメですか?（2022年2月3日 - 3月31日、テレビ東京）葛西真央 役[128]
- 特捜9（テレビ朝日）高尾由真 役
  - 特捜9 season5 第1話・第3話 - 最終話（2022年4月6日・4月20日 - 6月22日）[53]
  - 特捜9 season6（2023年4月5日 - 5月31日）[129]
  - 特捜9 season7（2024年4月3日 - 6月5日）[130]
  - 特捜9 final season（2025年4月9日 - 6月11日）[131]
- サワコ 〜それは、果てなき復讐（2022年10月2日 - 12月4日、BS-TBS）音川マチカ 役[132]
- 完全に詰んだイチ子はもうカリスマになるしかないの（2022年11月2日 - 12月21日、テレビ東京）主演・有加里壱子 役[133]
- 失恋めし 第8話（2022年12月25日、読売テレビ）エイコ 役[134][135]
- 連続ドラマW ギバーテイカー（2023年1月22日 - 2月19日、WOWOW）椿理子 役[136]
- 彼女たちの犯罪（2023年7月20日 - 9月22日、読売テレビ）主演・日村繭美 役[137]
- アイのない恋人たち（2024年1月21日 - 3月17日、朝日放送テレビ）近藤奈美 役[138]
- 藤子・F・不二雄 SF短編ドラマ シーズン3「オヤジ・ロック」（2025年3月26日、NHK BSプレミアム4K）セールスを受ける女性 役[139]
- 純喫茶に恋をして ＃27「石神井公園・居留珈」（2025年3月30日、フジテレビTWO）三浦莉子 役[140]

### 映画
- パンとバスと2度目のハツコイ（2018年2月17日）主演・市井ふみ 役[47]
- 愛がなんだ（2019年4月19日）葉子 役[141]
- 空母いぶき（2019年5月24日）森山しおり 役[142]
- 水曜日が消えた（2020年6月19日[注 13]）瑞野 役[144][145]
- おもいで写眞（2021年1月29日）主演・音更結子 役[51][146]
- 僕と彼女とラリーと（2021年9月24日〈愛知県・岐阜県一部先行〉 / 10月1日〈全国〉）ヒロイン・上地美帆 役[147][148]
- ただの夏の日の話（2021年10月3日、第11回きりゅう映画祭参加作品）主演・川中陽月 役[149][注 14]
- 今はちょっと、ついてないだけ（2022年4月8日）瀬戸寛子 役[151][152]
- ハウ（2022年8月19日）まりな 役[153]
- 短編映画オムニバス わたしと、私と、ワタシと、（2023年9月2日）『ただ夏の日の話』主演[154]
- 人生に詰んだ元アイドルは、赤の他人のおっさんと住む選択をした（2023年11月3日）主演・安希子 役[155][156][注 15]
- 嗤う蟲（2025年1月24日）主演・長浜杏奈 役[159][160][161]
- ぶぶ漬けどうどす（2025年6月6日）主演・澁澤まどか 役[162]

### バラエティ
- FASHION meets 7COLORS（2010年6月12日、Ustream）（京セラ SA002と美少女図鑑のコラボ番組）[163]

### その他のテレビ番組
- ACミラン・チャンネル ミラノミラン（2014年10月13日 - 、TwellV）ナレーター[24]
- 朝の!さんぽ道（2019年4月8日 - 12日、テレビ東京）旅人[164][165][166][167][168]
- イッセー尾形の週末父娘（2025年1月14日 - 3月18日、BS12 トゥエルビ）娘（まりこ） 役 及びナレーション[169]

### ラジオ
- 紅茶花伝 presents ほどけるラジオ（2024年4月1日 - 8月28日、interfm）ナレーター[170]

### ミュージック・ビデオ
- K「誓い〜Waiting For Love〜」（2014年）[171]
- Leola「Puzzle」（2018年）[172]

### 舞台
- スキップ（2017年4月26日 - 5月5日、サンシャイン劇場）主演・一ノ瀬真理子（高校生） 役[46][注 16]
- 朗読劇「SONG＆PLAY『ふじ子の恋』〜三浦綾子著『塩狩峠』より」（2018年4月20日、草月ホール）主演[174]
- 朗読劇「栄二を愛した女〜山本周五郎名作『さぶ』より」（2018年6月16日 - 17日、六行会ホール）おすえ 役[175]
- 朗読劇「柳橋物語」（2019年5月2日、草月ホール）おせん 役[176]
- NAPPOS PRODUCE「りぼん,うまれかわる」（2021年6月18日 - 27日、六本木トリコロールシアター）主演・りぼん 役[177]
- オーストラ・マコンドー本公演「他と信頼と」（2024年8月31日 - 9月8日、KAAT神奈川芸術劇場 大スタジオ）主演・あぞの 役[178][179]
- ハロルドとモード「HAROLD AND MAUDE」（2024年9月26日 - 10月10日、東京：EX THEATER ROPPONGI / 10月17日 - 21日、大阪：森ノ宮ピロティホール）若い女性 役[180][181]

### CM
- 剣と魔法のログレス いにしえの女神（マーベラス）高杉真宙と共演
  - 「初ドーン。」篇（2017年8月1日 - ）[182]
  - 「初ワイガヤ。」篇（2017年8月1日 - ）[182]
- アイプリモ（2018年4月7日 - 2019年3月）吉沢亮と共演[183]
- 日清食品
  - 袋麺シリーズ『愛されて三世代』篇（2019年5月7日 - ）松坂慶子、二宮輝生、三宅希空と共演[184]
- メルカリ
  - 「パシャ!シュッピーン!」篇（2020年1月10日 - ）[185]
- 総務省マイナポイント事業[注 17]
  - 「登場」編（2020年7月27日 - ）[186]
  - 「家族みんなで」編（2020年7月27日 - ）[186]
  - 「ロゴから告知」編（2020年9月8日 - ）[189]
  - 「おしえて!マイナポイント」編（2020年9月8日 - ）[189]
  - 「第2弾!どんどん届け!」編（2022年3月5日 - ）[187]
  - 「第2弾、本格スタート!」編（2022年6月22日 - ）[188]
- 中部テレコミュニケーション コミュファ「回線探偵 家内安定」篇（2022年12月1日 - ）長谷川博己と共演[190]
- あいおいニッセイ同和損害保険「CSV×DX 三人の未来」篇（2024年7月31日 - ）藤原季節、岡山天音と共演[191]

### 広告
- ふかがわまいプロジェクト（2012年8月 - 、きたそらち農業協同組合）深川米[20]
- 浦和PARCO 2025 Spring New Fashion メインビジュアル[192][193]

### ネット配信
- ソニレコ! 暇つぶしTV（2013年10月9日 - 2015年10月5日、ソニー・ミュージックレコーズ）MC[194]
- 恋を落とす（2018年4月26日 - 、ワイヤ・アンド・ワイヤレス）主演・加奈 役[注 18]
- 箱庭のレミング 第2話（2021年6月24日、ABEMA）詩織 役[196]
- とにかく婚姻届に判を捺したいだけですが（2021年10月19日 - 12月21日、Paravi）主演・麻宮祥子 役[197]
- 失恋めし 第8話（2022年1月14日、Amazonプライム・ビデオ）エイコ 役[134][135]
- Hulu U35クリエイターズ・チャレンジ「速水早苗は一足遅い」（2022年2月、Hulu）主演・速水早苗 役[198]
- パレード（2024年2月29日、Netflix）みずき 役[199]

### イベント
- キャンパス アート アワード（2015年7月1日 - 9月5日、読売中高生新聞・コクヨ株式会社）審査員[200]
- 東京コミコン2024 シネマ・ステージ×怖コン『嗤う蟲』&『ミッシング・チャイルド・ビデオテープ』（2024年12月7日、幕張メッセ 国際展示場）[201][202]

### モデル
- kawaii EXPO 2010（2010年、ローリーズファーム）専属モデル[10]
- 名古屋美少女図鑑（2010年6月、テクスファーム）[163]
- 別冊振袖美少女図鑑（2010年6月、テクスファーム）[203]
- Ground Y（グラウンド ワイ）2022年春夏シーズン[204]

## 書籍

### 写真集
- ずっと、そばにいたい（2016年6月9日、幻冬舎）ソロ写真集[37]
- MY magazine（2018年2月22日、宝島社）[205]
- 映画オフィシャルブック おもいで写眞 深川麻衣（2021年1月20日、KADOKAWA）[206][207]
- Free Mind（2023年2月8日、幻冬舎）[208]

### 雑誌連載
- 日刊スポーツ静岡版（2016年1月22日 - 、日刊スポーツ新聞社）のぼれ!!ふかがわかつき[209]
- CanCam（2016年2月23日 - 、小学館）まいまいmeets UNIVARVAL MUSE[210]

### 小説
- キャリーオーバー（2016年1月5日）作・高山一実、挿絵・深川麻衣[211][212]